# Bikapur
Bikapur è una suddivisione dell'India, classificata come nagar panchayat, di 12.355 abitanti, situata nel distretto di Faizabad, nello stato federato dell'Uttar Pradesh. In base al numero di abitanti la città rientra nella classe IV (da 10.000 a 19.999 persone).

## Geografia fisica
La città è situata a 26° 36' 0 N e 82° 7' 60 E e ha un'altitudine di 90 m s.l.m..

## Società

### Evoluzione demografica
Al censimento del 2001 la popolazione di Bikapur assommava a 12.355 persone, delle quali 6.345 maschi e 6.010 femmine. I bambini di età inferiore o uguale ai sei anni assommavano a 2.083, dei quali 1.057 maschi e 1.026 femmine. Infine, coloro che erano in grado di saper almeno leggere e scrivere erano 6.381, dei quali 4.026 maschi e 2.355 femmine.